# フランシスコ・ガブリエル・デ・アンダ
ホセ・フランシスコ・ガブリエル・デ・アンダ（José Francisco Gabriel de Anda、1971年6月5日 - ）は、メキシコの元サッカー選手。元メキシコ代表。ポジションはディフェンダー。

## 来歴
1997年にメキシコ代表デビュー。1999年以降出場機会は無かったが、2002年1月に代表復帰、2002 FIFAワールドカップのメンバーにも選ばれた。メキシコ代表で13試合に出場、2得点をあげた。

## 代表歴

### 出場大会
- メキシコ代表
  - 2002 FIFAワールドカップ

### 試合数
- 国際Aマッチ 13試合 2得点（1997年-2002年）[1]

| メキシコ代表 | 国際Aマッチ | 国際Aマッチ |
| 年           | 出場        | 得点        |
| ------------ | ----------- | ----------- |
| 1997         | 5           | 0           |
| 1998         | 4           | 1           |
| 1999         | 0           | 0           |
| 2000         | 0           | 0           |
| 2001         | 0           | 0           |
| 2002         | 4           | 1           |
| 通算         | 13          | 2           |